# 6. Polnische Luftlandedivision

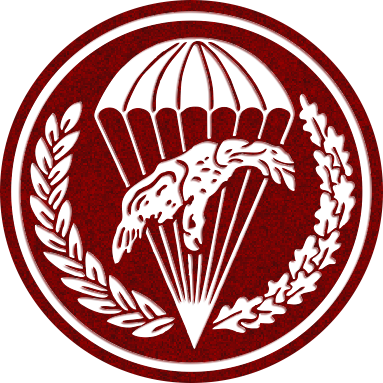
Emblem der 6 DPD

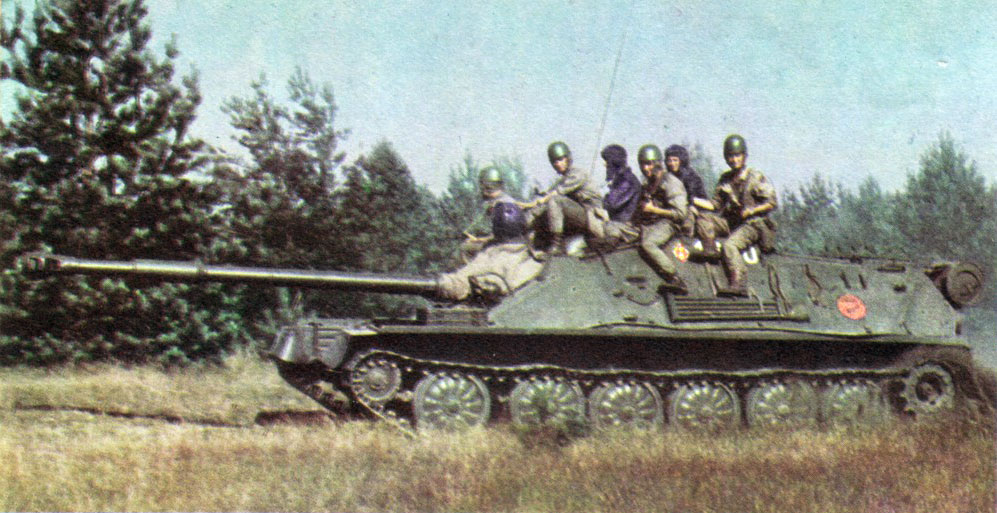
ASU-85 Panzer mit aufgesessenen Fallschirmjägern.

Die 6. Polnische Luftlandedivision / 6. Pommersche Luftlandedivision (6 DPD), (poln. 6 Pomorska Dywizja Powietrznodesantowa), war ein Luftlande-Großverband der Polnischen Volksarmee im Rahmen der Warschauer-Pakt-Armee in der Zeit von 1957 bis 1986.  Die Soldaten dieser Division wurden wegen ihrer bordeauxroten Kopfbedeckung auch „Rote Barette“ (poln. „Czerwone berety”) genannt. Kennzeichnend für den Verband war ein abweichendes Tarnmuster ihrer Felduniform und die Erlaubnis, auch außerhalb der Unterbringungsbereiche hochgekrempelte Ärmel zu tragen.

## Auftrag
Im Rahmen eines möglichen militärischen Konfliktes zwischen dem Warschauer Pakt und der NATO existierten Pläne, dass die polnische Volksarmee einen Angriff (Operacjia Jutlandii – Jütländische Operationsrichtung) auf das Norddeutsche Tiefland Westdeutschlands und Dänemark durchführen sollte, um den baltischen Korridor zu besetzen und um eine volle Handlungsfreiheit für die baltische Flotte zu gewinnen. Zu diesem Zweck war ein Angriffsverband der 1. Strategischen Staffel nach kurzer Vorwarnzeit aus der 7 ŁDD (7 Łużycka Dywizja Desantowa) und der 6 PDPD für triphibische Operationen (Land, See und Luft) für den Gefechtseinsatz vorgesehen. Dazu gehörten am Tag 6 des Angriffes mögliche Luftlandeunternehmen auf der dänischen Halbinsel Seeland.

## Geschichte
Die 6. Polnische Luftlandedivision wurde am 15. Juni 1957 (unter der VerwaltungsNr. 0048) und am  26. Juni 1957 (unter der VerwaltungsNr. 00400) auf Befehl des Kommandeurs des Warschauer Militärbezirks aus dem Stammpersonal der 6. Pommerschen Infanteriedivision (6. Dywizja Piechoty) aufgestellt. Sie bestand ursprünglich aus 2.013 Soldaten und 36 Vertragsangestellten. Zur Bewaffnung gehörten 111 leichte und 35 schwere Maschinengewehre. Des Weiteren 14 großkalibrige Maschinengewehre, 117 Panzerabwehrwaffen, 45 rückstoßfreien Kanonen und 45 Mörser.
Der Kommandeur des Warschauer Militärbezirks, Brigadegeneral Józef Kuropieska, hatte die Absicht, damit im polnischen Heer einen neuen Divisionstyp zu schaffen. Erster Kommandeur wurde Brigadegeneral Bolesław Chocha, der diese Verwendung von 1957 bis 1960 ausübte. Zur Ausbildung wurde der Erfahrungsschatz ehemaliger SBS-Fallschirmjäger genutzt. Eine Neuerung war die Verwendung eines abweichenden Tarnmuster.
In Friedenszeiten war die 6. DPD dem Kommando des Warschauer Militärbezirks unterstellt. Bei Kriegsausbruch wäre sie dem Befehl der polnischen Front unterstellt werden.
Das 19. unabhängige Aufklärungsbataillon wurde am 20. Oktober 1959 in den Dienst der 6. DPD und 1961 in 18. Luftlandebataillon umbenannt. Stationierungsort dieser Einheit war die Garnison Bielsko.
1964 das 6. Sicherung und Instandsetzungsbataillon und zwei Jahre später die 35. selbstfahrende Artillerie-Abteilung. Im Dezember 1967 das 33. Reserve-Luftlandebataillon und die 6. Flugabwehr-Divisionsartillerie-Abteilung.
Am 12. Dezember 1981 erhielt die 6. DPD den Befehl, den Palast für Kultur und Wissenschaft, das polnische Radio- und Fernsehzentrum an der Ul. Woronicza und den Flughafen Okęcie zu besetzen. Daraufhin kam es am 13. Dezember 1981 in den frühen Morgenstunden zu einer  Landung am Flughafen Okęcie.
1986 wurde die 6. DPD im Sollbestand reduziert und in 6. Pommersche Luftlandebrigade umbenannt, die wiederum im Jahr 1992 in 6. Lande- und Angriffsbrigade umgewandelt wurde, und schließlich am 1. Juli 2010 erneut in 6. Luftlandebrigade „Brig. Gen. Stanisław Sosabowski“ umbenannt wurde.

## Gliederung
- Stab 6 PDPD, Krakau
- 6. Luftlandebataillon (6. Batalion Powietrznodesantowy), Niepołomice
- 10. Luftlandebataillon (10. Batalion Powietrznodesantowy), Oświęcim
- 16. Kołobrzesker Luftlandebataillon (16 Kołobrzeski Batalion powietrznodesantowy), Krakau
- 18. Kołobrzesker Luftlandebataillon (18. Kołobrzeski Batalion Powietrznodesantowy), Bielsko-Biała
- 9. Schul-Luftlandebataillon (9. Szkolny Batalion Powietrznodesantowy), Niepołomice
- 33. Reserve-Luftlandebataillon (33. Batalion Powietrznodesantowy), Niepołomice, 1976 aufgelöst
- 6. Sicherung und Instandsetzungsbataillon (6. Batalion Zabezpieczenia i Remontu),  Krakau
- 5. Divisionsartillerie-Abteilung (5. Dywizjon Artylerii), Krakau
- 5. gemischte Divisionsartillerie-Abteilung (5. Dywizjon Artylerii Mieszanej), Krakau
- 6. Flugabwehr-Divisionsartillerie-Abteilung  (6. Dywizjon Artylerii Przeciwlotniczej), Krakau
- 35. selbstfahrende Artillerie-Abteilung[5] (35. Dywizjon Artylerii Samobieżnej), Krakau, 1976 aufgelöst
- 6. Fernmeldekompanie (6. Kompania łączności), Krakau
- 11. Pionierkompanie (11. Kompania Saperów), Krakau
- 15. Sanitätskompanie (15. Kompania Medyczna), Krakau
- 22. Chemische Kompanie[6] (22. Kompania Chemiczna), Krakau
- 24. Sicherungskompanie (24. Kompania Zabezpieczenia Zrzutowisk), zur Sicherung der Landeplätze
- 39. Verkehrsschutzkompanie (39 Kompania Obsługi i Regulacji Ruchu), Krakau
- 48. Aufklärungskompanie (48. Kompania Rozpoznawcza), Krakau
- 8. Sicherungsbataillon (8. Batalion Zabezpieczenia)

## Kommandeure
- Brigadegeneral Bolesław Chocha 1957 – Juli 1960
- Oberst  Józef Mroczko cz.p.o. Juli 1960 – 1961
- Oberst Ryszard Banach 1961 – 1963
- Oberst Kazimierz Makarewicz 1963
- Oberst/Brigadegeneral Edwin Rozłubirski August 1963 – März 1968
- Oberst Musiał cz.p.o. März – August 1968
- Divisionsgeneral Edward Dysko August 1968 – 1972
- Oberst Florian Bogacki p.o. 1972 – 1973
- Brigadegeneral Marian Zdrzałka 1973 – 1983
- Oberst January Komański 1983 – 1986